# Bryan Hopkins
Bryan Hopkins (Dallas, 26 oktober 1983) is een Amerikaans voormalig basketballer.

## Carrière
Hopkins speelde collegebasketbal voor de SMU Mustangs van 2002 tot 2006. Hij werd niet gekozen in de NBA-draft in 2006 maar speelde wel voor de Dallas Mavericks in de NBA Summer League dat jaar. Hij tekende in 2006 zijn eerste profcontract bij Politechnika-Halytsjyna in de Oekraïense competitie. Hij maakte voor het seizoen 2007/08 de overstap naar de Belgische competitie en tekende bij Liège Basket.
In 2008 tekende hij bij reeksgenoot Antwerp Giants waar hij vijf seizoenen speelde. Hij verliet in 2013 Antwerpen en ging spelen bij Maccabi Rishon LeZion in Israël. Hij speelde daarna nog voor het Griekse Kolossos Rodou KAE en tekende in januari 2015 bij Tampereen Pyrintö.